# Прах (фильм)
«Прах» (англ. Dust) — британский и македонский фильм 2001 года, снятый Милчо Манчевским и рассказывающий о событиях начала XX века в Османской империи. В фильме снялись Джозеф Файнс, Дэвид Уэнем, Эдриан Лестер, Анн Броше, Вера Фармига и Розмари Мерфи. Фильм открыл программу Венецианского кинофестиваля 29 августа 2001 года и затем вышел в прокат во многих странах. В США он вышел 22 августа 2003 года.

## Сюжет
Юный нью-йоркский грабитель Эдж пытается ограбить дом пожилой Энджелы, чтобы расплатиться с долгами, однако хозяйка застаёт его врасплох. Пока он пытается найти возможность сбежать, она начинает рассказывать ему историю начала XX века про двух братьев-разбойников — Люка и Элайджи. Они были влюблены в одну и ту же девушку по имени Лилит, но она выбрала Элайджу. Люк отправился искать счастье по всему миру и вскоре возглавил банду наёмников, выполняющую самые грязные и опасные поручения турецкого султана. Во время антитурецкого восстания македонцев Люк в одном из боёв сталкивается с Элайджей, который примкнул к повстанцам и готов убить своего старшего брата за все совершённые им злодейства.

## В ролях
- Джозеф Файнс — Элайджа
- Дэвид Уэнем — Люк
- Эдриан Лестер — Эдж
- Анн Броше — Лилит
- Розмари Мерфи — Энджела
- Вера Фармига — Эми
- Мэтт Росс — Ститч
- Владо Йовановски — «Учитель»

## Производство и выпуск
Режиссёром и сценаристом фильма выступил Милчо Манчевский, композитором стал Кирил Джайковский. Съёмки шли в городах Битола, Нью-Йорк и Кёльн. 29 августа 2001 года фильм открыл Венецианский кинофестиваль, а 5 апреля 2002 года вышел на экранах Италии. 3 мая 2002 года компания Pathé выпустила фильм в Великобритании, 12 июля он вышел в Испании благодаря компании Alta Classics. В США ограниченный прокат начался 22 августа 2003 года компанией Lionsgate.

## Мнения

### Критика
Фильм стал поводом для скандала на Венецианском кинофестивале: критики обвинили Манчевского в намеренном искажении фактов, пропаганде и даже расизме. По мнению Александра Уолкера из The Evening Standard, Манчевский намеренно изображал в фильме турецкую армию как сборище бандитов и преступников, а также стремился очернить всех мусульман. Манчевский отверг все обвинения, заявив, что в фильме есть убийцы всех национальностей, в том числе греки и американцы. Однако массивная критика привела к тому, что сборы от фильма так и не достигли уровня сборов другого известного детища Манчевского — «Перед дождём» 1994 года. Сайт Rotten Tomatoes поставил фильму критическую оценку в 21 % со средним рейтингом в 3,9 баллов по 10-балльной шкале. Дэвид Стрэттон из Variety раскритиковал фильм, сказав, что фильм попросту заимствовал всё из жанра вестерна, но при этом является слишком живописным для боевика и слишком кровавым для артхауса. Кевин Томас из газеты Los Angeles Times написал, что это провал — большой плохой фильм, который талантливый режиссёр мог снять только сойдя с ума.
Однако были и положительные оценки.  Элвис Митчелл из газеты The New York Times отметил, что фильм является мощным, уверенным и амбициозным произведением, в котором отлично сыграли роли американцев британцы Эдриан Лестер и Джозеф Файнс, а также австралиец Дэвид Уэнам. Сцена с движением камеры вверх по зданию в самом начале фильма, по мнению Митчелла, может ассоциироваться с просмотром Манчевским подборки рассказов, чтобы определить, какой из них больше всего подошёл бы к фильму.

### Номинации
| Год  | Премия         | Категория                                                  | Кандидаты                                                                        | Результаты |
| ---- | -------------- | ---------------------------------------------------------- | -------------------------------------------------------------------------------- | ---------- |
| 2004 | Золотая бобина | Лучшая работа звукорежиссёра в фильме на иностранном языке | Питер Болдок, Джек Уиттэйкер, Филип Алтон, Тим Хэндс, Дэниэл Лори, Ричард Тодман | Номинация  |